# Cathédrale de la Sainte-Vierge de San Francisco
La cathédrale de la Sainte-Vierge de San Francisco (en anglais : Holy Virgin Cathedral), également appelée Joie de Tous les Chagrinés (en anglais : Joy of all Who Sorrow ; en russe : Радосте-Скорбященский собор) est une cathédrale orthodoxe russe située dans le quartier de Richmond District à San Francisco, en Californie. C'est la plus grande des six cathédrales de l'Église orthodoxe russe hors frontières, qui dispose de 400 paroisses à travers le monde.

## Historique

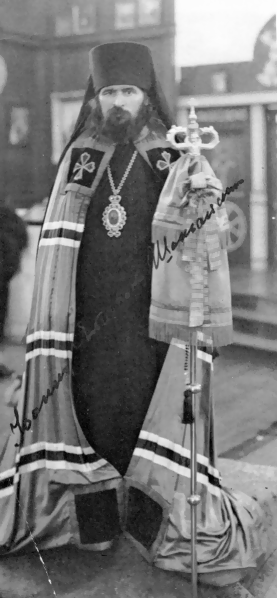
Saint Jean de Shanghai et de San Francisco a fondé la cathédrale de la Sainte-Vierge en 1961.

La colonisation russe de la Californie débute en 1812 à Fort Ross. La première paroisse russe de San Francisco est fondée le 2 juin 1927. Une première cathédrale de la Sainte-Vierge voit le jour au 858-64 Fulton Street, entre les rues Fillmore et Webster. Cet édifice, qui subsiste encore aujourd'hui, est classé comme Monument de San Francisco (San Francisco Landmark) le 3 mai 1970,.
L'actuelle cathédrale, située au 6219 Geary Boulevard (en) dans le quartier de Richmond District, est fondée par saint Jean de Shanghai et de San Francisco, né Mikhaïl Maximovitch. Selon Carl Note du San Francisco Chronicle, la cathédrale est le « symbole le plus visible de la présence russe » dans ce quartier connu pour ses boutiques et restaurants russes.
La première pierre de l'édifice est posée le 25 juin 1961. Les travaux s'achèvent en 1965 et la cathédrale est consacrée le 31 janvier 1977. Saint Jean de Shanghai et de San Francisco, mort en 1966, est inhumé dans la cathédrale.

## Architecture
Conçu par Oleg N. Ivanitsky, l'édifice est surmonté de cinq dômes à bulbe couverts de feuille d'or de 24 carats. Selon Mick Sinclair, l'intérieur est « encerclé d'icônes, de peintures religieuses et de mosaïques » et est « éclairé par un lustre » ; il n'est accessible que lors des offices.

## Clergé et activités
Le recteur de la cathédrale est Cyrille (Dmitrieff) (en), l'archevêque de San Francisco et d'Amérique de l'Ouest de l'Église orthodoxe russe hors frontières, qui est originaire de San Francisco et a étudié à l'université de la ville. La paroisse gère une école (la Saint John of San Francisco Orthodox Academy) ainsi qu'une librairie et une résidence pour personnes âgées.